# Fasti Ostienses

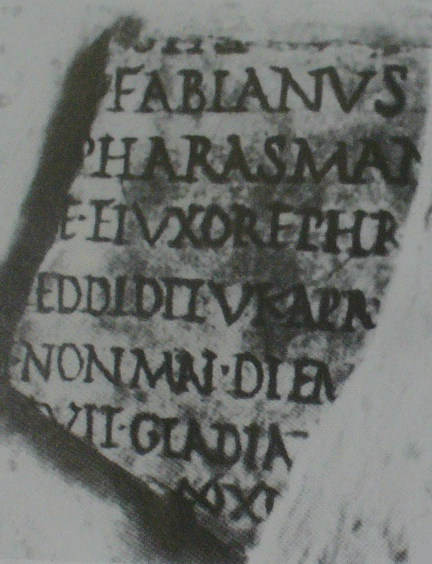
Fragmento del Fasti Ostienses, que menciona a Farasmanes II: PHARASMAN[ES REX IBERORVM CVM FILIO] E ET VXORE PHR[CVI IMP(ERATOR) ANTONINVS AVG(VSTVS) REGNVM] REDDIDIT. Traducción: Farasmanes, el rey de Iberia con el hijo y su esposa Phr [a quien el emperador] Antonino Augusto, el reino] restauró

Los Fasti Ostienses son un calendario de magistrados romanos y eventos importantes desde el 49 a. C. hasta el 175 d. C., que se encuentran en Ostia, el principal puerto marítimo de Roma. Junto con inscripciones similares, como Fasti Capitolini y Fasti Triumphales en Roma, los Fasti Ostienses forman parte de una cronología conocida como Fasti Consulares o Consular Fasti.
Los Fasti Ostienses fueron grabados originalmente en losas de mármol en un lugar público, ya sea en los foros de Ostian, o en el templo de Vulcan, la deidad tutelar de Ostia. Los fasti luego fueron desmantelados y utilizados como materiales de construcción. Desde su redescubrimiento, se han convertido en una de las principales fuentes para la cronología del primer Imperio Romano, junto con historiadores como Tácito, Suetonio y Dion Casio.

## Historia
El término fasti originalmente se refería a los calendarios publicados por los pontificios, indicando los días en que se podían realizar transacciones comerciales (fasti) y aquellos en los que estaba prohibido por razones religiosas (nefasti). Estos calendarios frecuentemente incluían listas de los magistrados anuales. En muchas culturas antiguas, la forma más común de referirse a años individuales era por los nombres de los magistrados presidentes. Los cónsules elegidos anualmente eran los magistrados del mismo nombre en Roma, por lo que las listas de los cónsules que se remontan a muchos años fueron útiles para fechar eventos históricos. Con el tiempo, tales listas también se conocieron como fasti.
Ubicado en la desembocadura del Tíber, Ostia fue el principal puerto marítimo de Roma desde el período más temprano hasta el siglo III d. C., cuando fue alcanzado por Portus. Los Fasti Ostienses se inscribieron en un lugar público en algún lugar de la ciudad, aunque precisamente donde es incierto; tal vez en el foro local, o en las paredes del templo de Vulcano, cuya ubicación no ha sido identificada. En cualquier caso, probablemente fueron supervisados por el Pontifex Volkani, el sacerdote de Vulcano en Ostia. Los fragmentos sobrevivientes de los Ostienses mencionan esta cita varias veces. La talla del fasti de Ostian puede haber comenzado ya en la dictadura de Sila, en el 81 a. C., pero la primera porción sobreviviente registra los eventos del 49 al 44 a. C. El último año existente es 175 dC, pero hay muchas brechas y la mayoría de los años sobrevivientes están dañados.
No está claro en qué momento se desmantelaron los fasti para su reutilización como material de construcción; pueden haber sido abandonados ya en la dinastía Severa, pero lo más probable es que esto ocurriera después del advenimiento del cristianismo como religión estatal hacia fines del siglo IV, o incluso más tarde, cuando la ciudad se vio amenazada por las incursiones de tanto en tierra como en mar durante el siglo quinto. Sin embargo, desde el siglo IX hasta el siglo XIX, la ciudad vieja fue efectivamente abandonada y considerada en gran medida como una fuente de material para la construcción en otros lugares.

## Contenido
Para cada año, los Ostienses proporcionan una lista de los cónsules, incluidos los dos ordinares, los cónsules que entraron en el cargo a principios de enero y tradicionalmente dieron sus nombres al año, seguidos por todos los cónsules sufectos que asumieron el cargo tras la renuncia o muerte de sus predecesores en el transcurso del año. Bajo la República, los consules suffecti fueron elegidos solo si uno de los ordinares fallecía o si era obligado a renunciar. Pero en la época imperial, se hizo común que los emperadores nombraran dos, cuatro o incluso seis pares de cónsules durante el transcurso de un año.
Parte de la razón para aumentar el número de cónsules fue mostrar su favor a la aristocracia romana, para quien mantener el consulado por un período breve fue un gran honor; pero la razón más práctica era ocupar el gran número de puestos importantes en la burocracia imperial que tradicionalmente ocupaban los ex cónsules.
Por lo general, cada par de cónsules entraría en el cargo al comienzo, o Kalendas, de un mes, aunque a veces los cónsules asumían el cargo en los Ides o Nones, o en raras ocasiones entre estas fechas. La mayoría de los emperadores sostuvieron el consulado varias veces, generalmente sirviendo como uno de los ordinares, y luego renunciaron, a menudo ya en los idus de enero.
Además de los cónsules, los Ostienses enumeraron el duoviri jure dicundo local, los magistrados principales de Ostia, a quienes también se les encargó la realización del censo cada cinco años. Los prefectos también se mencionan en unos años, pero también parecen haber sido funcionarios locales, a menudo con los nombres de las mismas familias que regularmente suministraban los duoviris de la ciudad.
Insertados entre los cónsules romanos y los magistrados ostianos, los ostienses describen ocasiones importantes, como eventos relacionados con el emperador o la familia imperial, la muerte de personas notables y la dedicación de estatuas y templos. El enfoque principal está en los eventos en Roma, aunque también se registran varios eventos de importancia local para los ostianos, incluido el nombramiento de nuevos sacerdotes de Vulcano y la donación de congiaria.
Aunque las porciones sobrevivientes del fasti cubren un período de casi doscientos veinticinco años, solo se conservan parcialmente unos ochenta y cinco años. Además, a diferencia del Fasti Capitolini, estos fasti no registraron las filiaciones de los cónsules, lo que dificultaba la prosopografía del Imperio. No obstante, los Fasti Ostienses son inmensamente valiosos como fuente para los nombres y la cronología de muchos de los cónsules que ocuparon cargos bajo el imperio.

## Transcripción
Las siguientes tablas muestran a los magistrados y eventos de la reconstrucción más reciente de los Fasti Ostienses. Los años provistos en las columnas de la izquierda están basados en estudios modernos; La inscripción original no proporciona años. Se han interpolado porciones de nombres y texto entre corchetes. Se han proporcionado períodos (puntos completos) para las abreviaturas. El texto que falta se indica con puntos suspensivos entre paréntesis, [...]. Estas tablas usan convenciones modernas para distinguir entre I y J, y entre U y V. De lo contrario, los nombres y las notas se dan como se deletrea en el fasti.

### Magistraturas
Coss. = cónsules
   Suf. = cónsul sufecto
   IIviri = duoviri duoviris
   C. p. q. = censoria potestate quinquennales, con la autoridad para realizar el censo quinquenal
   Praef = prefectos, prefectos
   p. C. = patronus coloniae, patrón de la colonia
   p. p. C. = patronus perpetuus coloniae, patrón perpetuo de la colonia
   Kal. = ex Kalendis, de Kalends, o a. re. <número> Kalendas, el día 'x' antes de Kalends (el primer día de cada mes).
   Non. = ex Nonis, de los Nones, o a. re. <número> Nonas, el día 'x' antes de los Nones (el séptimo día de marzo, mayo, julio y octubre, y el quinto de todos los demás meses).
  Id. = ex Idibus, de los idus, o a. re. <número> Idus, el día 'x' antes de los idus (el día quince de marzo, mayo, julio y octubre, y el decimotercero de todos los demás meses).

### Praenomina
Las siguientes praenominas aparecen en Fasti Ostienses. La mayoría fueron abreviados regularmente.
   A. = Aulo
   Ap. = Appius
   C. = Gayo
   Cn. = Cneo
   Faustus (no abreviado)
   L. = Lucius
   M. = Marcus
   M'. = Manius
   P. = Publio
   Q. = Quintus
   Ser. = Servio
   Sex. = Sexto
   T. = Titus
   Ti. = Tiberio